# Karoonda
Karoonda – miasto w Australii, w stanie Australia Południowa.